# Haymarket Books

Logo des Verlags Haymarket Books

Haymarket Books ist ein Verlag in Chicago, gegründet in 2001, nach eigener Beschreibung eine Nonprofit-Organisation. Der Verlag ist ein Projekt des Center for Economic Research and Social Change (CERSC).
Haymarket ist für die Publikation „provokativer Bücher vom linken Rand“ des politischen Spektrums bekannt. Die Gründer und Herausgeber Anthony Arnove und Julie Fain arbeiteten vorher für den International Socialist Review. Der Name des Verlages soll an das Haymarket-Massaker erinnern.
Zu den Autoren bisheriger Veröffentlichungen gehören unter anderem Noam Chomsky, Angela Davis, Amy Goodman, Naomi Klein, Winona LaDuke, Olúfẹ́mi O. Táíwò, Kōzō Uno und Marcel van der Linden.

## Imprints
- Basic Civitas Books